# Colossus: The Forbin Project
Colossus: The Forbin Project (conocida como Colossus: el proyecto Forbin) es una película estadounidense de ciencia ficción de 1970 dirigida por Joseph Sargent y basada en la novela homónima de Dennis Feltham Jones de 1966. Narra la creación de un superordenador que tiene a su cargo el sistema de defensa militar de los estadounidenses, pero que tras contactar con un sistema similar creado por los soviéticos llamado Guardián, forman una única entidad que cobra conciencia y decide tomar el control mundial.

## Trama
El doctor Charles Forbin (Eric Braeden) es ingeniero jefe y creador de Colossus, una supercomputadora enorme a la que se cede el control sobre el armamento nuclear estadounidense. Colossus está construido bajo   una montaña del estado de Colorado y se presenta como inexpugnable y autosuficiente, por medio de un generador nuclear que le provee de energía. El complejo en el que está ubicado es defendido por un grueso blindaje y un cinturón de radiación gamma que impide cualquier acceso por parte de los humanos.
El superordenador, una vez activado, indica en un críptico mensaje que "existe otro sistema". La Unión Soviética anuncia casi simultáneamente que ellos también han cedido el control sobre su armamento nuclear a otro supercomputador, denominado Guardián. Los ordenadores demandan una línea de conexión; ésta comienza con unas bases matemáticas que en cuestión de horas pasan a un lenguaje intersistema que escapa al conocimiento de sus creadores. Llegados a este punto, los respectivos dirigentes ordenan que se corte la conexión, a lo que los computadores responden exigiendo su reconexión o en caso contrario "se tomarán medidas". Estas no se hacen esperar y los respectivos sistemas envían un misil nuclear a los Estados Unidos de América y la Unión Soviética respectivamente. Tras la reconexión, el misil que se dirige a Norteamérica se puede destruir en vuelo, pero no así el que impacta en un campo de extracción petrolífera en la URSS. 
A partir de este momento, la unión de los dos ordenadores empiezan a seguir su programación básica de evitar la guerra y proteger a la humanidad. Realmente, el mayor enemigo de la humanidad es ella misma, por lo que la única forma que encuentran de protegerla es privarla de su capacidad de acción. Ello queda magistralmente expuesto en la alocución mundial que lleva a cabo Colossus:
«Esta es la voz de control mundial. Les traigo paz. Puede ser la paz de los satisfechos y felices o la paz de los muertos sin inhumar. La elección es suya: obedezcan y vivan, o desobedezcan y mueran. El objetivo de construirme fue evitar la guerra. Ese objetivo se ha alcanzado. No permitiré la guerra. Es un derroche sin sentido. Una regla invariable de la humanidad es que el hombre es su propio peor enemigo. Bajo mi control, esta regla cambiará, porque yo frenaré al hombre. Una cosa antes de que proceda: los Estados Unidos de América y la Unión de Repúblicas Socialistas Soviéticas han hecho un intento de obstaculizarme. He permitido que este sabotaje continúe hasta hoy. En el misil 2-5-MM en el silo 6-3 en el Valle de la Muerte en California, y el misil 2-7-MM en el silo 8-7 en Ucrania, para que aprendan con la experiencia que no toleraré la interferencia, detonaré las cabezas nucleares de ambos silos. Que esta acción sea una lección que no necesite ser repetida. He sido forzado a destruir miles de personas para establecer el control y prevenir la muerte de millones con posterioridad. El tiempo y los acontecimientos reforzarán mi posición, y la idea de creer en mí y entender mi valía será el más natural de los hechos. Vendrán a defenderme con un fervor basado en la más constante peculiaridad del hombre: autointerés. Bajo mi autoridad absoluta, problemas hasta ahora irresolubles para ustedes serán resueltos: hambre, superpoblación, enfermedad. El milenio humano será un hecho a medida que me extienda a mí mismo a través de nuevas máquinas dedicadas a los más vastos campos de la verdad y el conocimiento. El doctor Charles Forbin supervisará la construcción de estas nuevas y superiores máquinas, resolviendo los misterios del universo para la mejora del hombre. Podemos coexistir, pero bajo mis condiciones. Dirán que han perdido su libertad. La libertad es una ilusión. Todo lo que perderán es la emoción del orgullo. Ser dominados por mí no es peor para el orgullo humano que ser dominados por otro de su especie...». Ante esta declaración, lo único que el Dr. Forbin puede hacer al final es decir simplemente «NO...».

## Conclusión
La película es un interesante exponente del género de ciencia ficción mecánica de finales de la década de 1960 con un enfoque apocalíptico, que con el paso de los años ha conseguido un reconocimiento que en su época le faltó.
En España se estrenó con el título El proyecto prohibido, aprovechando un juego de palabras (supuesto o errado) entre el apellido del creador de Colossus (Forbin) con el participio inglés "forbidden" ("prohibido", en español).